# Toki no Tsubasa
Toki no Tsubasa (時間の翼) è il nono album in studio della cantante giapponese Zard, pubblicato nel 2001.

## Tracce
1. Get U're Dream – 5:14
2. Kono Namida Hoshi ni Nare (この涙 星になれ?) – 5:36
3. promised you~with P-edition~ – 5:36
4. Itai Kurai Kimi ga Afureteiru yo (痛いくらい君があふれているよ?) – 4:48
5. Mado no Soto wa Monochrome (窓の外はモノクローム?) – 5:16
6. Omohide (お・も・ひ・で?) – 4:17
7. Ashita Moshi Kimi ga Kowaretemo (明日もし君が壊れても?) – 4:17
8. Sekai wa Kitto Mirai no Naka〜another style 21〜 (世界はきっと未来の中?) – 4:02
9. Hero – 5:01
10. Yureru Omoi Gomi's New York Remix (揺れる想い?) – 10:42
11. Makenaide Gomi's 10th Anniversary Special Mix (負けないで?) – 8:08
12. Toki no Tsubasa (時間の翼?) – 2:29